# Gare de Datemombetsu
La gare de Datemombetsu (伊達紋別駅, Datemombetsu-eki) est une gare ferroviaire de la ville de Date, à Hokkaidō au Japon. La gare est exploitée par la compagnie JR Hokkaido.

## Situation ferroviaire
La gare de Datemombetsu est située au point kilométrique (PK) 54,5 de la ligne principale Muroran.

## Historique
La gare de Datemombetsu a été inaugurée le 20 août 1925.

## Service des voyageurs

### Accueil
La gare dispose d'un bâtiment voyageurs, avec guichets, ouvert tous les jours.

### Desserte
- Ligne principale Muroran :
  - voies 1 et 2 : direction Oshamambe et Hakodate
  - voie 3 : direction Higashi-Muroran et Sapporo